# Leptostylis elegans
Leptostylis elegans är en kräftdjursart som beskrevs av Petrescu och Mihai Bacescu 1991. Leptostylis elegans ingår i släktet Leptostylis och familjen Diastylidae. Inga underarter finns listade i Catalogue of Life.